# Cambridge Ring

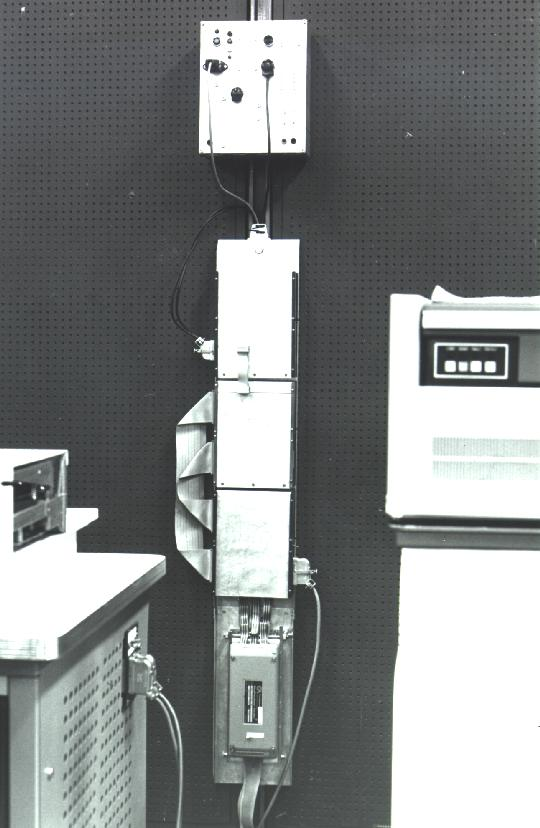
Teil des Cambridge Ring, 1979

Der Cambridge Ring war ein experimentelles lokales Netzwerk, welches 1974 am Computer Laboratory der University of Cambridge entwickelt und bis in die 1980er Jahre verwendet wurde. Es war ein Ringnetzwerk ähnlich dem Token Ring mit einem theoretischen Limit von 255 Knoten (obwohl eine so große Anzahl die Leistung stark beeinträchtigt hätte), um das herum eine feste Anzahl von Paketen ablaufen würde. Freie Pakete würden mit Daten von einem Computer „geladen“, der senden möchte, als vom Zielcomputer empfangen markiert und bei der Rückkehr zum Sender „entladen“; im Prinzip könnte es also so viele gleichzeitige Sender wie Pakete geben. Das Netzwerk lief über zwei Twisted-Pair-Verkabelungen (plus einen Glasfaserabschnitt).
Zu den Personen, die mit dem Projekt in Verbindung standen, gehörten Andy Hopper, David Wheeler, Maurice Wilkes und Roger Needham.
Im Jahr 2002 gründete das Cambridge University Computer Laboratory eine nach Cambridge Ring benannte Absolventengesellschaft namens Cambridge Computer Lab Ring.